# 弁護士保険
弁護士保険（べんごしほけん）は、損害賠償請求にてかかる弁護士への相談料、訴訟費用などの補償が受けられる保険である。2006年5月1日より施行された「保険業法等の一部を改正する法律」で定められた、「少額短期保険」に該当する。

## 弁護士保険の主な補償範囲

### 偶発的事故
- 自動車事故（被害者/加害者）
- 自転車事故（被害者/加害者）
- 人身事故
- 物損事故
- スポーツ事故（接触事故）
- マンションなどで上の階からの水漏れ

### 一般事件
- 離婚問題
- 遺産相続
- 近隣トラブル
- 賃貸トラブル
- 欠陥住宅
- 労働に関するトラブル
- いじめ、ハラスメント
- インターネット上のトラブル
- 名誉毀損
- 医療過誤
- 金銭トラブル（貸借、消費など）
- 痴漢（被害/冤罪）

## 弁護士費用特約との違い
自動車保険などのオプションとして、弁護士費用特約がある。加入者が交通事故被害者となった際に、弁護士を示談交渉の代理人にすることができるオプションである。
弁護士費用特約では以下の費用が補償対象となる。
- 弁護士報酬
- 訴訟にかかる費用
- 仲裁、調停、和解でかかった費用
- 権利行使や権利保全のための手続き費用
- 書類作成費用
- 弁護士への相談料

自動車保険の弁護士費用特約の場合、自動車事故に関する補償が主なものとなる。そのため、他の離婚や遺産相続などでは補償対象外となるケースも考えられる。弁護士保険では、上記の偶発的事故や一般事件の補償範囲内であれば対処可能となる点が異なる。被害者と加害者の双方に適用されるのも弁護士保険の特徴である。

## 弁護士保険の補償が適用される時期（不担保期間）
弁護士保険は交通事故などの「偶発事故」には、加入したその日から補償が適用となる。ただし、一般事件に関しては、契約締結日より3か月は保険の不担保期間として設定されている。離婚や相続などは個別に1年以上の不担保期間が設けられている。